# Le donne curiose
Le donne curiose è un'opera teatrale in tre atti in prosa di Carlo Goldoni del 1753, rappresentata la prima volta con successo nel Teatro Sant'Angelo di Venezia a chiusura del Carnevale dello stesso anno. Soprattutto, la commedia suscitò interesse per il mistero che l'autore aveva saputo costruire intorno alla setta di cui si parla nell'opera.

## Trama
Bologna. Il negoziante veneziano Pantalone, di tanto in tanto si riunisce con persone del suo stesso ceto, facenti parte dell'associazione dei Liberi Muratori, in una casetta presa in affitto. Le donne (mogli, figlie, sorelle, fidanzate) ne sono escluse e diventano perciò curiose e sospettose (chi pensa che vi si giochino grosse somme, chi vi si facciano prove per la ricerca della pietra filosofale, chi vi si portino altre donne). Brighella, servitore di Pantalone, introduce le donne curiose nella casetta e le nasconde in uno stanzino da cui possono vedere e sentire tutto comodamente. Le donne si accorgono che non avviene niente di male, escono fuori e vanno di corsa ad abbracciare i loro padri, fratelli e mariti. Brighella viene sgridato, ma in fin dei conti agli uomini non dispiace che le loro donne abbiano appagato la loro curiosità, potendo essi adesso così godere più in pace dei loro innocenti piaceri.  

## Poetica
Scrisse l'autore nella prefazione per l'edizione a stampa: La curiosità delle donne è un argomento che viene dagli uomini considerato sì vasto, che a molte e molte Commedie potrebbe somministrare l'intreccio. Quindi è, che di questa mia alcuni contentati poco si sono, perché ad un oggetto solo ho diretto la curiosità di quattro femmine insieme. Questi però, che un così avido desiderio nutriscono di vedere in scena moltiplicati delle donne i difetti, mostrano di essere più curiosi di esse; ma si consolino, poiché non mancherà forse chi prevalendosi anche di questo mio argomento, darà loro continuazione, e accozzando insieme una moltitudine di fatterelli, farà una composizione, a cui darà il titolo di Commedia. Io che, per quanto posso, amo di conservare l'unità dell'azione, ho voluto ristringermi ad un solo motivo, e mi sembra bastantemente critico, per quell'idea che mi sono prefissa in mente.
Secondo alcuni studiosi, questa commedia (così come la scelta del personaggio di Zoroastro per l'omonima tragicommedia del 1760),  essendo incentrata sulla setta dei Liberi Muratori riveste un particolare interesse rispetto alla presunta appartenenza del commediografo veneziano alla massoneria.

## Trasposizioni
- Le donne curiose, opera in tre atti di Ermanno Wolf-Ferrari, su libretto di Luigi Sugana (1903).